# NHK教育テレビ深夜アニメ枠
NHK教育テレビ深夜アニメ枠はNHK教育テレビ（Eテレ）で放送されている深夜アニメ枠。

## 概要
NHK教育テレビでは2004年度 - 2005年度に「ETVアンコールアワー」（水曜24:00-24:50）、2006年度に「アニメアンコールアワー」（木曜24:00-24:25）として、深夜アニメ枠が編成されていた。
2014年度前期はNHK Eテレの金曜25:00枠でアニメの再放送枠が設けられた。

## 月曜22時50分枠
全日帯と深夜帯にまたがっての放送。
- 銀河英雄伝説 Die Neue These
  - 2020年04月06日 - 2020年09月14日
    - 本放送は2018年にファミリー劇場ほかにて実施。
- SHIROBAKO
  - 2020年10月19日 - 2021年03月29日
    - 本放送は2014年にTOKYO MXほかにて実施。
- 不滅のあなたへ（第1期）
  - 2021年04月12日 - 2021年08月30日
    - 本枠で放送された唯一の新作。当初は2020年10月放送予定であったが、新型コロナウイルス感染症拡大によるスケジュールの乱れにより延期となった。

## 金曜25時00分枠
- ファイ・ブレイン 神のパズル
  - 2014年04月04日 - 2014年09月19日 第3期 再放送
- ベイビーステップ
  - 2015年10月02日 - 2016年03月00日 第2期 再放送

## 金曜25時25分枠
- ログ・ホライズン
  - 2015年10月02日 - 2016年03月00日 第2期 再放送

## 水曜24時00分枠
- 十二国記
  - 2004年04月07日 - 2005年03月02日 再放送
- 今日からマ王!
  - 2005年03月08日 - 2005年12月13日 第1期 NHK教育テレビ初放送
- 無人惑星サヴァイヴ
  - 2005年12月21日 - 2006年03月15日 再放送 2話連続
- おでんくん
  - 2006年03月22日 - 2006年03月29日 再放送

## 水曜24時25分枠
- サンダーバード
  - 2004年04月07日 - 2004年07月07日  NHK教育テレビ初放送 ※日曜19時00分枠から移動
- プラネテス
  - 2004年07月14日 - 2005年01月26日 NHK教育テレビ初放送
- ふたつのスピカ
  - 2005年02月02日 - 2005年06月15日 NHK教育テレビ初放送
- 無人惑星サヴァイヴ
  - 2005年06月22日 - 2006年03月15日 再放送

## 木曜24時00分枠
- 今日からマ王!
  - 2006年04月06日 - 2006年12月14日 第2期 NHK教育テレビ初放送
  - 2006年12月23日 - 2007年02月15日 大全集（総集編） NHK教育テレビ初放送
- 5分アニメ 5話連続放送
  - 2007年02月22日 ジャングルビート
  - 2007年03月01日 ブルーナの絵本 ミッフィーとおともだち
  - 2007年03月08日 カペリート
  - 2007年03月15日 スキマの国のポルタ

## 金曜25時30分枠
- ログ・ホライズン
  - 2015年04月03日 - 2015年09月18日 第1期 再放送
  - 2015年09月25日 - 0000年00月00日 第2期 再放送